# 小惑星センター
小惑星センター（しょうわくせいセンター、Minor Planet Center, MPC）は、小惑星と彗星の発見に関する情報の提供、観測の受け付け、軌道の計算・報告・出版などを公式におこなう機関である。国際天文学連合 (IAU) の監督のもと、スミソニアン天体物理観測所 (SAO) が運営している。小天体センターとも訳す。国際天文学連合小惑星センター (IAU-MPC) ともいうが、正確にはIAUの一部ではない。
MPCは、ハーバード大学天文台 (HCO) に属する ハーバード・スミソニアン天体物理学センター (CfA) の一部であるSAOが運営している。MPCの所在地はアメリカ合衆国マサチューセッツ州ケンブリッジの、SAOの敷地内である。IAUの天文電報中央局 (CBAT) が併設されている。
MPCは、IAU第III分科会第20委員会（小惑星・彗星・衛星の位置と運動委員会）の監督・支援のもと、小惑星と彗星のデータを集め、軌道を計算・出版するという実務をおこなっている。MPCは、小惑星と彗星の観測を手助けするための、数多くのオンラインサービスを無料で運営している。小惑星の完全なカタログであるMPC軌道データベース (MPCORB) も、無料でダウンロードできる。
MPCの前身は19世紀初め、ドイツに設立された。現在のMPCは、初代所長ポール・ハーゲットが1947年、シンシナティ大学に設立した。1978年にハーゲットが引退すると、新所長ブライアン・マースデンがSAOへ移動させた。